# Archiorgano
Die Archiorgano, auch Arciorgano, ist eine von Nicola Vicentino (1511–1576) erfundene Orgel mit 36 mikrotonalen Tonstufen pro Oktave, die in der Musik der Renaissance gespielt wurde.
Die Archiorgano besaß sechs Klaviaturen für die von Vicentino in seinen Kompositionen erstrebte chromatische und enharmonische Tonalität nach dem Vorbild altgriechischer Tongeschlechter. Vicentino publizierte seine Erfindung unter dem Titel Descrizione dell’arciorgano 1561 in Venedig. Demselben Zweck diente Vicentinos Erfindung des Archicembalo.
Die Archiorgano wurde oft in Kirchen und Klöstern verwendet.